# Пексьора
Пексьора́ (фр. Pexiora) — коммуна во Франции, находится в регионе Лангедок — Руссильон. Департамент коммуны — Од. Входит в состав кантона Южный Кастельнодари. Округ коммуны — Каркасон.
Код INSEE коммуны — 11281.

## Население
Население коммуны на 2008 год составляло 1091 человек.
| 1962 | 1968 | 1975 | 1982 | 1990 | 1999 | 2008 |
| ---- | ---- | ---- | ---- | ---- | ---- | ---- |
| 849  | 854  | 753  | 751  | 709  | 814  | 1091 |

## Экономика
В 2007 году среди 590 человек в трудоспособном возрасте (15—64 лет) 431 были экономически активными, 159 — неактивными (показатель активности — 73,1 %, в 1999 году было 69,6 %). Из 431 активных работали 370 человек (202 мужчины и 168 женщин), безработных было 61 (26 мужчин и 35 женщин). Среди 159 неактивных 48 человек были учениками или студентами, 47 — пенсионерами, 64 были неактивными по другим причинам.